# 惠州农村商业银行
 惠州农村商业银行是惠州市的一家农村商业银行，也是广东省内第一家由城区联社合并、并以地级市名冠名的农商银行，2012年9月28日成立，由始创于1951年的惠城区农村信用合作联社和惠阳区农村信用合作联社合并组成，分支行覆盖惠城、惠阳、仲恺、大亚湾四个区所有街道乡镇。是广东农信成员。

## 历史
惠州的农信社始于1951年，当时惠阳县（惠州市前身）在平山镇青龙潭试办第一家农村信用社。
1979年5月，划归农业银行惠州分行领导。
1984年，惠阳县信用合作社联合社和惠州市（现惠城区）信用合作社联合社成立，由农业银行继续管理。
1997年1月1日，脱离农业银行，改由惠州市管理。
2005年，划入广东省农村信用社联合社统一管理。
2008年12月，以县（区）为单位统一法人的惠城区农村信用合作联社和惠阳区农村信用合作联社挂牌开业。
2011年9月13日，经广东省人民政府批复，惠州市正式启动由惠城区联社和惠阳区联社合并组建农村商业银行工作。
2012年9月28日，惠州农村商业银行挂牌开业。
2019年11月20日，推出信用卡业务，开始发行东江信用卡，是广东农信系统内首家发行信用卡的成员，也是广东省内第五家发行信用卡的农村商业银行。
2021年6月20日，行内存款突破600亿元人民币。

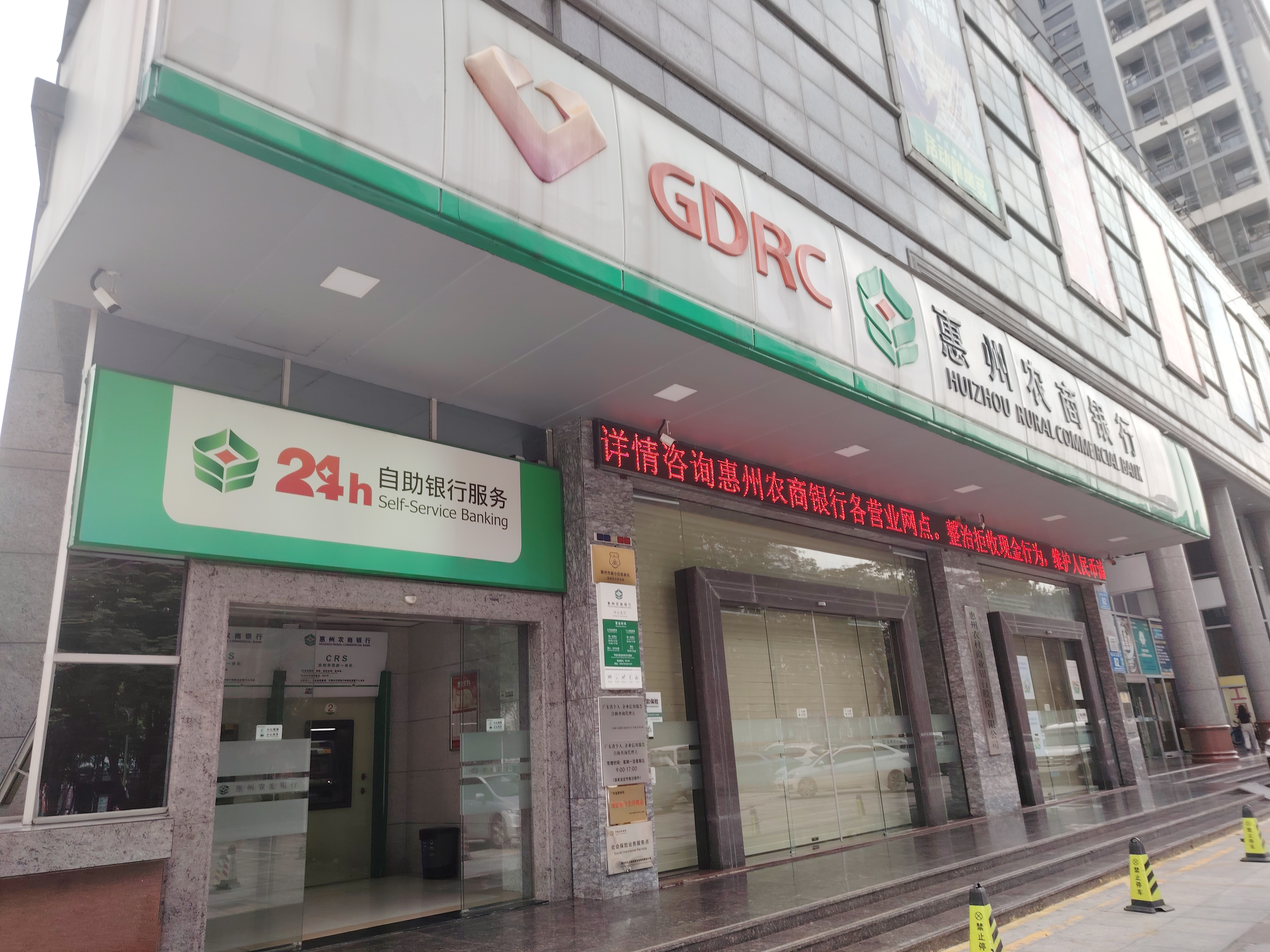
中心支行,位于总行楼下的支行
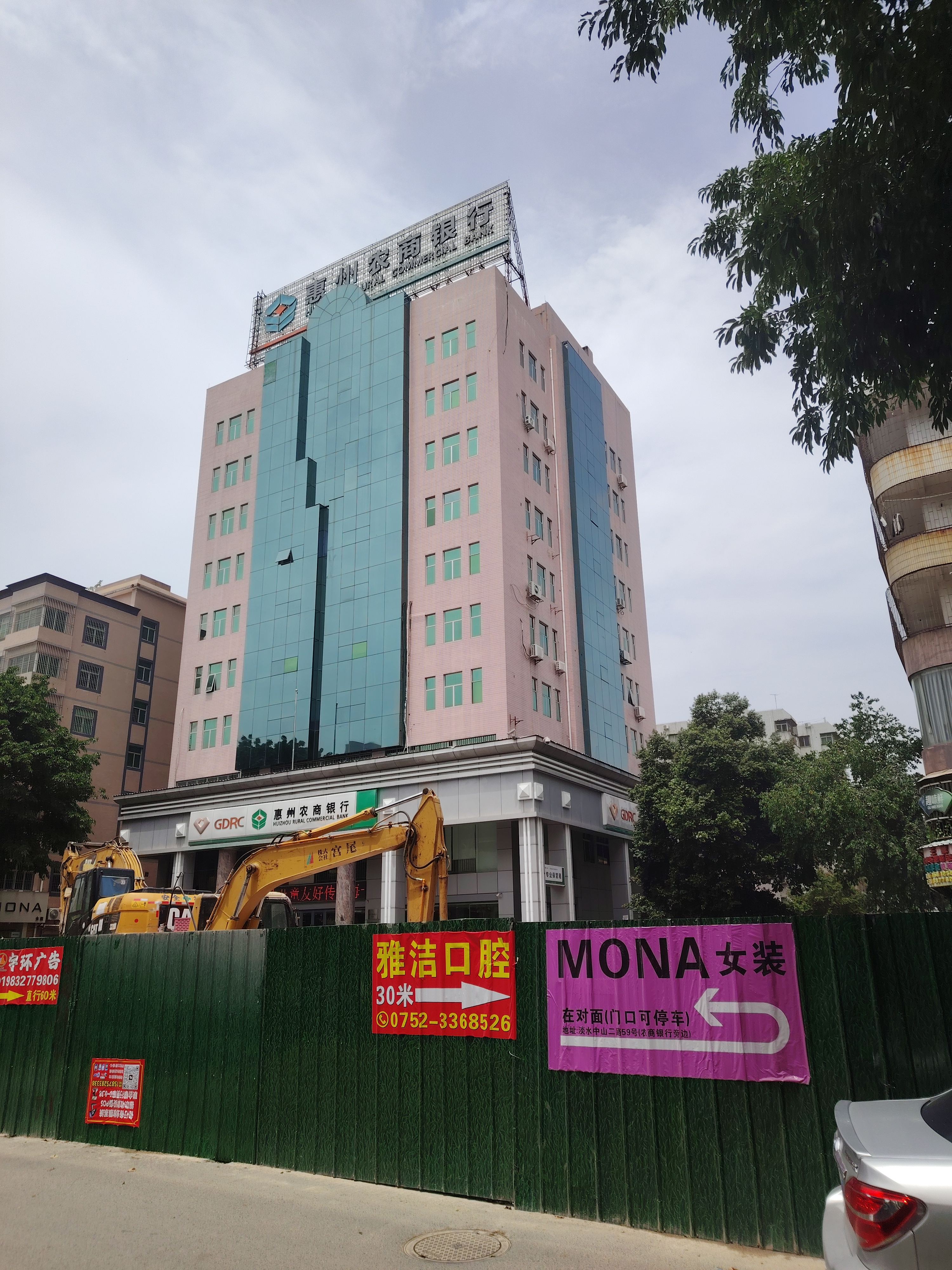
惠阳支行，原惠阳区农信联社所在地
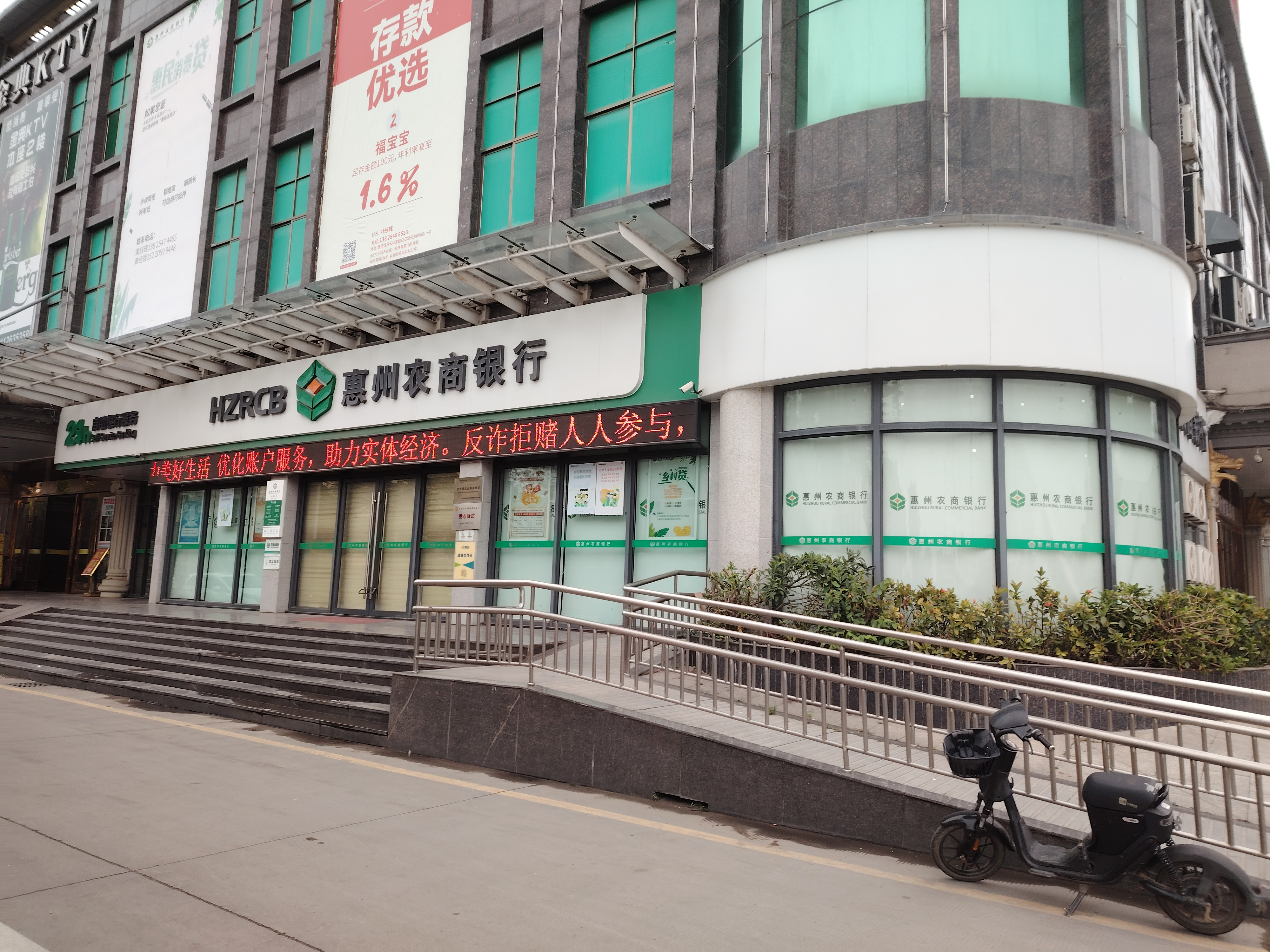
秋南支行
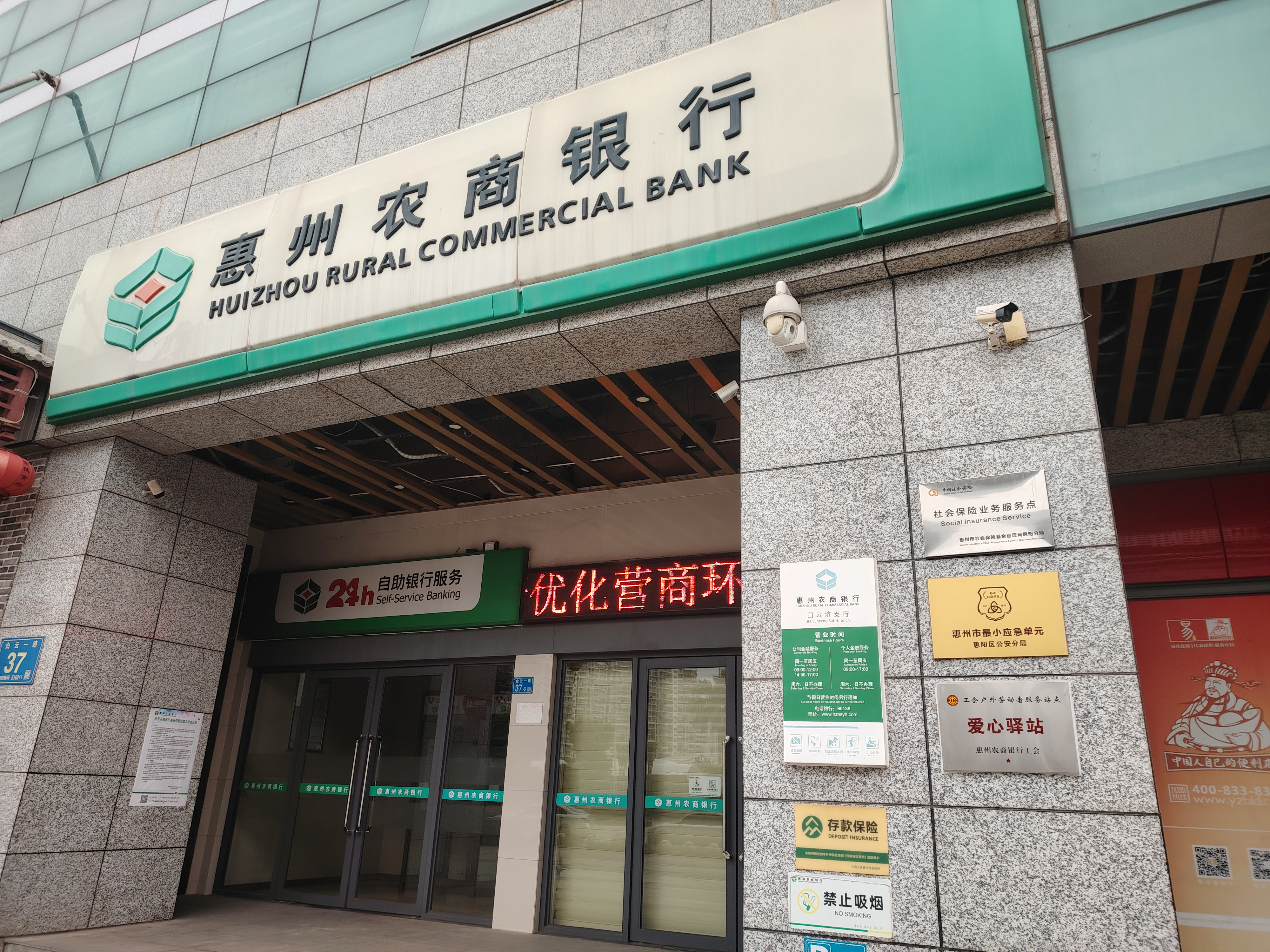
白云坑支行